# Macizo del Montseny
El Montseny es un macizo que forma parte de la cordillera Prelitoral catalana en España. Está situado en el límite de las comarcas del Vallés Oriental, La Selva y Osona, como una barrera entre la depresión prelitoral catalana y la Plana de Vich. Está separado de las Guillerías por una fractura. Sus picos más altos son el Turó de l'Home (1706 m), Les Agudes (1705 m) y el Matagalls (1697 m).

Gran parte de esta sierra se corresponde con el espacio protegido del parque natural del Montseny, establecido en 1977 y gestionado por la Diputación de Barcelona desde entonces.
En el Macizo del Montseny se encuentran comunidades vegetales típicas de los tres grandes biomas europeos: el mediterráneo, el eurosiberiano y el boreoalpino. Cabe destacar que el bosque natural de abetos del Montseny es el más meridional de toda Europa. Por estas características, en 1978 la UNESCO lo declaró Reserva de la Biosfera. 
En la cima del Turó de l'Home se sitúa una estación meteorológica y anteriormente un destacamento militar que fue compartido con el Ejército de los Estados Unidos hasta 2001.

## Cumbres

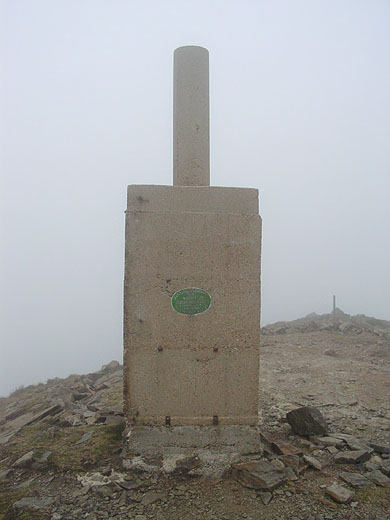
Vértice geodésico del Turó de l'Home

Por su altitud, destacan dos grandes conjuntos montañosos. En la mitad oriental, el del Turó de l'Home (1705,8 m) y Les Agudes (1705,4 m), que constituyen las cumbres más altas del macizo y bajo los cuales se abre el valle de Santa Fe del Montseny.
| Cumbres del macizo           | Altura (m s. n. m.) |
| ---------------------------- | ------------------- |
| Turó de l'Home               | 1705,8              |
| Les Agudes                   | 1705,4              |
| Matagalls                    | 1697,2              |
| Turó de l'Home Mort          | 1677'9              |
| Turó del Catiu d'or          | 1676                |
| Puig Sesolles                | 1667,3              |
| Puig Sacarbassa              | 1658,8              |
| Turó de la Bandera           | 1658,3              |
| Turó Gros                    | 1640,2              |
| Puig Sacreu                  | 1626,2              |
| Turó Sesportadores           | 1603,3              |
| Turó del Mig                 | 1581,8              |
| Turó de Morera               | 1576,6              |
| Turó Gros d'en Pujol         | 1551,1              |
| Turó Gros                    | 1540,6              |
| Turó de Sant Marçal          | 1528,1              |
| Turó del Faig Sec            | 1487,0              |
| Montllobar                   | 1460,2              |
| Turó de Sant Segimon         | 1407,2              |
| Turó de Castellar            | 1400,4              |
| Turó d'en Bessa              | 1393,3              |
| Turó del Pla de la Barraca   | 1382,5              |
| Puig Drau                    | 1345,5              |
| Turó de Sant Miquel          | 1339,2              |
| El Sui                       | 1318,5              |
| Turó de Morou                | 1311,7              |
| Turó dels Esqueis            | 1316,8              |
| Turó del Socarrat            | 1302,6              |
| Roca Roja                    | 1293,3              |
| Cim del Pou Nou              | 1291,4              |
| Turó de les Queredes         | 1287,5              |
| Turó del Faig de la Bandera  | 1285,6              |
| Turó del Poniol              | 1279,3              |
| Turó del Samont              | 1272,5              |
| Pedres Blanques              | 1270,5              |
| Turó de la Torre             | 1269,0              |
| Turó de la Terma d'en Planes | 1265,2              |
| Turó del Pou d'en Sala       | 1264,8              |
| Roc de la Guardiola          | 1252,8              |
| Turó del Convent             | 1247,8              |
| Turó de les Dalles           | 1244,1              |
| Turó de l'Alzina Rodona      | 1241,0              |
| Turó d'en Cuc                | 1236,8              |
| Turó dels Maçaners           | 1231,6              |
| Roques de Santa Helena       | 1227,4              |
| Turó de l'Oriol              | 1224,1              |
| Turó de la Mosquera          | 1216,3              |
| Turó del Pi Novell           | 1215,4              |
| Turó de la Ventosa           | 1214,7              |
| Turó dels Ginebrons          | 1207,6              |
| Turó del Roquet              | 1187,8              |
| Turó de la Moixa             | 1187*               |
| Puig Porquer                 | 1178,8              |
| Roca Llancers                | 1171,1              |
| Castellfitó                  | 1166,3              |
| Turó del Prat Fondo          | 1165,9              |
| Turó de la Cova              | 1101,3              |
| Matagalls Xic                | 1068,6              |
| Turó de Més Amunt            | 1065,4              |
| Turó de Tagamanent           | 1055,9              |
| Turó de les Païsses          | 1051,9              |
| Turó del Mig                 | 1038,9              |
| Turó de la Moixera           | 1038,9              |
| Turó de Palestrins           | 1025,9              |
| Turó de l'Oratori            | 1024,8              |
| Turó de les Calabruixes      | 1020,7              |
| Turó de Sant Elies           | 998,9               |
| Puig Castellar               | 980,8               |
| La Cuassa                    | 967,1               |
| El Turonet                   | 966,7               |
| Puig Cornador                | 859,7               |
| Turó de l'Alzina Rodona      | 795,4               |
| Turó de la Fontanella        | 780,8               |
| Puig Cogull                  | 780,7               |
| Turó Saparera                | 761,2               |
| Turó de la Coll de Murtra    | 730,7               |

## Excursionismo
La variedad de paisajes y la riqueza humana y ecológica espolearon los primeros excursionistas a subir al Montseny, pero fue sobre todo con la llegada del ferrocarril a los pueblos del entorno que se incrementó el número de visitantes en el Montseny, que iban para hacer excursiones por las cumbres y, en invierno, para practicar deportes de nieve.
Cada mes de mayo se hace la Travesía del Montseny, una caminata de unos 48 kilómetros entre Aiguafreda y Gualba que pasa por las cumbres más emblemáticos del macizo.